# Ropica proxima
Ropica proxima là một loài bọ cánh cứng trong họ Cerambycidae.